# Carnisser dorsiargentat
El carnisser dorsiargentat (Cracticus argenteus) és una espècie d'ocell de la família dels artàmids.

## Hàbitat i distribució
Habita el bosc obert, selva i matolls d'Austràlia Occidental, cap a l'oest fins Port Hedland i a l'ample del Territori del Nord cap a l'est fins La Terra d'Arnhem i fins al centre i est de Queensland.